# Џејмс Џозеф
Џејмс Џозеф Саед Мога (енгл. James Joseph Saeed Moga; Судан, сада Јужни Судан, 14. јун 1983) је јужносудански фудбалер и репрезентативац. Играо је у неколико клубова у северном Судану и наступао за репрезентацију те земље, где је на 14 утакмица постигао три гола. Након проглашења независности од 2011. године наступа за репрезентацију Јужног Судана, као нападач. У првој званичној међународној утакмици против ФК Тускера из Кеније постигао је први гол у историји ове репрезентације. Тренутно наступа за индијски Ист Бенгал у првој индијској лиги.